# Kai Simons
Kai Lennart Simons, född 24 maj 1938 i Helsingfors, är en finländsk läkare och cellforskare. Han är son till Lennart Simons.
Simons  blev medicine och kirurgie doktor år 1964 och var verksam vid Minervainstitutet åren 1961–1975. Åren 1975–2001 var han professor i biokemi vid Helsingfors universitet (1977–79) samt forskare vid europeiska molekylärbiologiska laboratoriet (EMBL) i Heidelberg. År 2001 blev han chef för Max Planck-institutet i Dresden.
Simons har bland annat forskat i hur fetter bildar flottar i cellmembranen och hur signalproteiner placeras i dessa. Han är bland annat ledamot av National Academy of Sciences i USA och är sedan 1984 honorärprofessor vid universitetet i Heidelberg. Han utsågs till hedersdoktor vid Uleåborgs universitet 1999 och vid Katholieke Universiteit Leuven 2003. Han har mottagit flera priser och utmärkelser, bland annat J.W. Runebergs pris 1997, Anders Jahres pris 1991 och  Matti Äyräpää-priset 2003.